# Mato Brazil
Mato Brazil es una localidad caboverdiana del municipio de Tarrafal.

## Geografía
La localidad está situada en la isla de Santiago.

## Organización territorial
La localidad abarca los lugares y barrios de:
- Cutelo d'Achada
- Massapé
- Matu Baxu
- Monte Vermelho